# 新相馬節
新相馬節（しんそうまぶし）は福島県相馬地方の民謡。比較的最近に、相馬地方に伝わる従来の民謡を合わせて作られたものである。

## 歴史
第二次世界大戦後、相馬市の堀内秀之進が、「相馬草刈唄」を基礎に、宮城県から福島県にかけて伝わる「石投げ甚句」を加えて編曲し、鈴木正夫が独特の節回しで歌ったものが全国的に知られるようになった。相馬地方は数多くの民謡を生んだ土地であるが、羽黒山に伝わる「羽黒節」などいくつかの民謡が新相馬節の土台となったと考えられている。